# Niżne Podhale

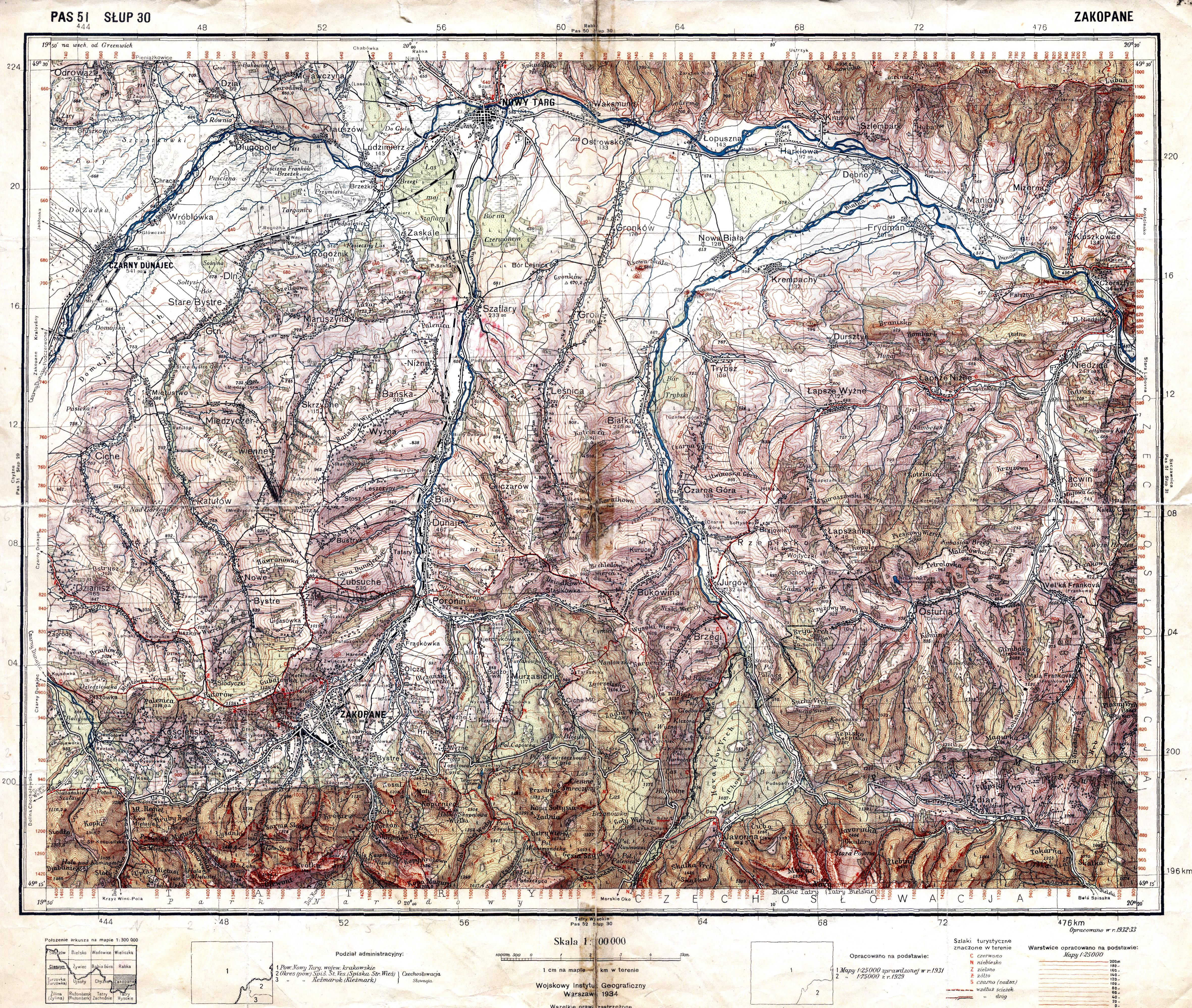
Podhale na przedwojennej mapie

Niżne Podhale – region Podhala, obejmujący Kotlinę Nowotarską, tereny nad górną Rabą i Skawą, północne pogórze Gorców oraz północne ramiona Pogórza Gubałowskiego i Bukowińskiego.
Na południe od Niżnego Podhala leży Skalne Podhale.